# Bednja
Bednja är en kommun i Varaždins län i landskapet Zagorje i norra Kroatien. Huvudort är Bednja.
Huvudorten Bednja och byarna runt omkring är kända för sin speciella dialekt.